# Alfonso Leng
Alfonso Leng Haygus (Santiago, 11 de febrero de 1884-7 de noviembre de 1974) fue un compositor y odontólogo chileno. Fue decano de la Facultad de Odontología de la Universidad de Chile y obtuvo el Premio Nacional de Arte, mención Música, en 1954.

## Formación
Alfonso Leng tuvo una formación musical autodidacta. Perteneció a numerosas instituciones culturales que marcaron hitos en la historia de la música de concierto chilena del siglo XX, como fueron el grupo Los diez (1910), la Academia Ortiz de Zárate, la Sociedad Bach (1917-1932) y la Asociación Nacional de Compositores de Chile (1936). Paralelamente a su desarrollo musical va a tener una importante carrera cómo Odontólogo, y es por esta razón que en el momento de la creación de la primera Facultad de Odontología de la Universidad de Chile es elegido decano por varios periodos sucesivos.

## Estilo
Alfonso Leng transmite en sus composiciones la influencia wagneriana; el romanticismo alemán se hace presente con fuerza en sus obras sinfónicas, mostrando una construcción sonora de gruesas texturas con altos niveles expresivos y dramáticos, como puede observarse en su poema sinfónico La Muerte de Alsino (1922). Ocupan un lugar destacadísimo, también, sus Doloras (1914), cuatro obras para piano imbuidas del mismo espíritu señalado, pero con un mayor grado de elaboración técnica.
En el marco de la armonía, se le ha comparado con Scriabin, autor que habría sido completamente desconocido para los chilenos, y por ende, para Leng, en los primeros años del siglo XX.

## Obras musicales
El catálogo de Leng comprende varias obras para orquesta, cámara, corales, solistas.
- Entre 1905-1906, compone sus Preludios nº 1 y 2.
- Su "Andante para Cuerdas" es una versión que realiza el propio Leng como una "simplificación" del primero de los dos Preludios para Orquesta Sinfónica, dejando así una versión solamente para cuerdas, lo que la enmarca como una de las composiciones más "clásicas" de toda la música chilena y una de las pocas que permaneció en el repertorio orquestal frecuente.[4]
- Entre 1913-1914, Leng compone Cinco Doloras para piano, con acotaciones líricas del poeta chileno Pedro Prado.
- En 1919 compone sus primeros Preludios para Piano, que en conjunto con sus "Doloras" son reflejo, en palabras del pianista Alexandros Jusakos, de una posición estética con una elaboración más exigente que evoluciona a partir de una "afinidad espiritual" con los románticos alemanes.[5]
- Entre 1920 - 1921, Leng compone el poema sinfónico llamado La Muerte de Alsino. Considerado por el musicólogo español Vicente Salas Viú, como un punto significativo en la evolución de la música contemporánea chilena. El estreno de La Muerte de Alsino fue realizado por la Orquesta Sinfónica de Chile, que dirigió Armando Carvajal en mayo de 1922. La Muerte de Alsino se basa en la prosa poemática de Pedro Prado, titulada Alsino.

## Discografía
Las obras de Alfonso Leng han sido recopiladas en:
- "Andante para Cuerdas" en el CD "Orquesta de Cámara: Fernando Rosas" (Alerce, 1993), interpretado por la Orquesta de Cámara de Chile, bajo la conducción de Fernando Rosas.
- La Muerte de Alsino en el CD Música Al Sur del Mundo (SVR Producciones, 1998), interpretado por la Orquesta Sinfónica Nacional Juvenil, bajo la conducción de Guillermo Rifo.
- "Cinco Doloras (nº 1 - 4)" en el CD "Alexandros Jusakos: Chile e Iberoamérica en Piano" (Independiente (FONDART), 2000), interpretado por Alexandros Jusakos para piano solo.
- Cinco Doloras en el CD Bicentenario del Piano Chileno, Vol. I (SVR Producciones, 2004), interpretado por el pianista letón Armands Abols y los textos por el poeta chileno Juan Antonio Massone.

Parte de sus temas también conforman la banda sonora de la película de Raúl Ruiz Días de campo (2004).